# Телезио, Бернардино
Бернардино Телезио (Телезий, Телесий; итал. Bernardino Telesio; 1509, Козенца — 2 октября 1588, Козенца) — итальянский учёный и философ. Окончил Падуанский университет в 1535. Основное сочинение — «О природе вещей согласно её собственным началам» (1565; 9 книг в 1586).

## Биография
Уже в юношеские годы он проявил себя ярким и блестящим противников схоластики. Дабы аннигилировать влияние средневековой схоластически на науку, он организовал общество естествоиспытателей, которое ставило своей целью изучать природы, исходя из принципов натурализма, а не исходя из схоластических или перипатетических идей .

## Идеи
Занятия философией вызвали в нём отвращение к аристотелизму: он резко осуждает Аристотеля, смешивая перипатетизм схоластический с подлинной аристотелевской философией и распространяя свою антипатию к последней на самую личность Аристотеля. Он основал в Неаполе естественно-историческое общество Academia Telesiana. Последние годы его учёно-философской деятельности протекли в тяжёлой борьбе против врагов свободного и непосредственного исследования законов природы, которое настойчиво провозглашал Телезий. Его девизом служили слова «Realia entia, non abstracta». В предисловии к своему важнейшему философскому труду «De natura rerum juxta propria principia» (1565) он говорит, что берёт в руководители свои чувства, а предметом своего исследования — природу, которая всегда остаётся неизменною в своей сущности, следует тем же законам, производит те же явления. Провозглашая верховное значение опыта как главного источника познания, Телезий не применяет в достаточной мере этот принцип при исследовании явлений внешней природы.
Его натурфилософия напоминает досократовские наивные умозрения ионийцев. Из противоположности между небом с его светилами, приносящими тепло, и землёй, из которой после заката солнца появляется холод, он выводит, что эти два начала — первоосновные в природе. Кроме того, по словам Телезия, есть нечто телесное (corporea moles); оно расширяется и утончается под влиянием теплового начала и сжимается и сплачивается под влиянием холодного начала. Тепло — источник движения и жизни, холод — смерти и покоя: борьба этих двух начал — источник всего мирового развития.
В теории познания и в психологии Телезия является сенсуалистом и даже материалистом. Spiritus — это утонченное тепловое вещество, вносящее единство во все функции организма и являющееся источником всех наших движений. Его центральным местопребыванием служит головной мозг, откуда он через нервы разливается по всему телу. Впрочем, наряду с духом Телезий допускает ещё вложенную Богом добавочную форму (forma superaddita) — бессмертную и бестелесную душу, но эта душа не играет в его системе никакой существенной роли.
Этика Телезия тесно примыкает к его сенсуализму. Основа всех нравственных чувств — чувство самосохранения. Все другие аффекты и стремления человека вытекают из этой первоосновы. Мы любим то, что благоприятствует этому чувству самосохранения, ненавидим то, что противодействует ему. Основные добродетели человека проистекают из того же чувства: таковы мужество, мудрость, благосклонность и другие.

## Издания и труды

### На русском языке
- Антология мировой философии / под ред. В. В. Соколова. — Том 2. — М.: Мысль, 1970. — С. 123—129.

### На латинском языке
- «De natura rerum juxta propria principia» (1565).

- «De Mari» (1570).
- «De his qui in aere fiunt et de terrae motibus» (1570).
- «De colorum generatione» (1570).
- «De cometis et lacteo circulo».
- «De iride».
- «De usu respirationis».

## Влияние
Телезий оказал значительное влияние на пробуждение эмпиризма: под его воздействием развивались Патрици, сочетавший его идеи с платонизмом, и Кампанелла. Фрэнсис Бэкон также был знаком с его трудами и говорит о нём как о родоначальнике опытной философии («novorum hominum primus»). В своей критике его философии он поясняет:
 Ибо о самом Телезио я имею хорошее мнение и признаю в нем искателя истины, полезного для науки, реформатора некоторых воззрений и первого мыслителя, проникнутого духом современности; кроме того, я имею с ним дело не как с Телезио, а как с восстановителем философии Парменида, к которому мы обязаны питать большое уважение.
Натурфилософия Телезия оказала большое влияние на Джордано Бруно.